# فمینیسم منصفانه
فمینیسم منصفانه (به انگلیسی: equity feminism) نوعی از فمینیسم لیبرال است که طرفدار رفتار منصفانه دولت با زنان و مردان بدون به چالش کشیدن نابرابری‌هایی است که توسط کارفرمایان، موسسات آموزشی و مذهبی و دیگر عناصر جامعه تداوم پیدا می‌کند. این مفهوم از دهه ۱۹۸۰ مورد بحث قرار گرفته‌است. فمینیزم منصفانه به عنوان نوعی فمینیسم کلاسیک یا لیبرترینیسم تعریف و طبقه‌بندی شده‌است. در مقابل فمینیزم اجتماعی، فمینیسم جندر، فمینیسم تفاوت‌گرا، و فمینیزم برابری قرار دارد.

## مرور کلی
دانشنامه فلسفه استنفورد از وندی مک الروی، جو آن کندی تایلور، کتی یانگ، ریتا سیمون، کتی رویف، دیانا فرشتوت- روث، کریسیتن استولبا و کریستین هاف سامرز به عنوان فمینیست‌های منصفانه یاد می‌کند. همچنین کامیل پالیا خود را به عنوان یک فمینیست منصفانه معرفی می‌کند. به‌خصوص کریستینا سامرز، موضوع فمینیزم منصفانه را در کتاب خود تحت عنوان «چه کسی فمینیزم منصفانه را دزدید؟» شرح داد. در این متن سامرز به‌طور خلاصه بیان می‌کند که چگونه هدف فمینیزم منصفانه به دنبال دستیابی منصفانه به فرصت‌های اقتصادی، آموزشی و سیاسی است.
استیون پینکر، روان‌شناس تکاملی و شناختی و نویسنده در حوزه‌های زبان‌شناسی و علوم عامه، خود را فمینیست منصفانه می‌داند که خود آن را بدین صورت تعریف می‌کند: «دکترین اخلاقی در مورد رفتار برابر که هیچ گونه تعهدی در مورد مسائل تجربی باز در روانشناسی یا زیست‌شناسی ندارد».
تمایزی بین انواع فمینیزم منصفانه محافظه کار و رادیکال وجود دارد. بسیاری از زنان محافظه کار جوان، فمینیزم منصفانه را پذیرفته‌اند.

## نظریه پردازان
آنی-ماری کیناهان مدعی است که بیشتر زنان آمریکایی به دنبال نوعی فمینیزم اند که هدف اصلیشان همان منصفانه بودن است. لوئیس شوبرت و همکاران مدعی اند که «اصول فمینیزم منصفانه، هنوز هم بین قریب به اتفاق زنانِ ایالات متحده، جزو دیدگاه غالب است.»

## ایالات متحده

دکمه‌ای که رویش شعاری را که ERA برای رسیدن به آن پافشاری می‌کرد را چاپ کرده‌اند. این دکمه مربوط به ۱۹۷۲ میلادی است که قانون ERA به مجلس نمایندگان فرستاده شد.

متمم حقوق برابر (ERA) ابتدا در سال ۱۹۲۳ میلادی، قبل از اینکه توسط مجلس نمایندگاه ایالات متحده تصویب شود، توسط حزب ملی زنان به کنگره پیشنهاد شده بود. این متمم طبق قانون اساسی، حقوق منصفانه‌ای را هم برای مردان و هم زنان در مارس ۱۹۷۲ میلادی در نظر گرفت.
منصفانه بودن در فمینیزم، شاخه‌ای از فمینیسم لیبرال است که موضعی سیاسی را ایجاد می‌کند تا بدین طریق، حقوق زنان را در حدود قانون یا در تطابق با قانون تأمین کند. نبرد برای حقوق منصفانه، سیاسی می‌شود زیرا بسیاری معتقدند که زنان و گروه‌های دیگر که مظلوم شناخته می‌شوند از فرصت‌های مشابهی با مردان سفید پوستِ جنسِ خودشان، محروم هستند. از زمان رد شدن «اصلاحات حقوق برابر» (ERA) در سال ۱۹۷۲ میلادی، مبارزه برای حقوق منصفانه در آمریکا همچنان رو به افزایش بوده و قوانین جدیدی را وضع کرده‌اند تا از زنان محافظت کنند. حقوق منصفانه در فمینیزم مهم است؛ زیرا بیانگر استحقاق زنان از داشتن حقوق یکسان با مردان است. اگر هیچ فشار سیاسی برای یک جامعه عادلانه فمینیستی وجود نداشته باشد، این ادعا بوجود خواهد آمد که زنان کمتر از مردان بوده و مستحق برخورد مشابه با مردان در زمینه‌های تحصیلات و طبقه اجتماعی نیستند.

## اروپا
با وجود مشکل حقوق منصفانه در قانون اساسی ایالات متحده، اروپا اینگونه قوانین را پذیرفته‌است. در بسیاری از موارد اروپا در مورد حمایت از فمینیزم و انصاف جنسیتی، موضع مترقی تری دارد. سازمانها در اروپا نه تنها حقوق مساوی و منصفانه، بلکه تنوع را نیز ترویج می‌کنند و در عین حال متحدی برای زنان در تمامی قاره اند. اروپا تصدیق می‌کند که آمریکا فاقد فمینیست‌هایی است که در عموم شناخته شده باشند و همین مطلب موجب شده که در مقایسه به اتحادیه اروپه، مشکلاتی در آمریکا ایجاد شود. یکپارچه‌سازی روش‌های فمینیستی در سطوح نهادها است که کشورهای اروپایی را قادر ساخته تا کشورهایی منصفانه را برای خود ایجاد کرده یا خود را به آن سمت بکشانند.